# Emiliania huxleyi
Emiliania huxleyi je jednobuněčná mořská řasa z chromist, která byla objevena krátce po roce 1950, po vynalezení elektronového mikroskopu. Do té doby byl fytoplankton viditelný pod mikroskopem jen jako slabé šmouhy. Kokolity jako první objevil Thomas Henry Huxley, který se zabýval průzkumem mořského dna a jako první použil výraz kokolit. Emiliania huxleyi byla pojmenována po něm.
Emiliania huxleyi je jeden z pěti tisíců druhů řas tvořících fytoplankton – mikroskopických fotosyntetizujících organismů volně se vznášejících v prosvětlené povrchové vodě oceánů. V oceánech je fytoplankton ekvivalentem suchozemských rostlin. Tvoří tam základnu prakticky každému potravnímu řetězci. Celková biomasa fytoplanktonu má větší hmotnost než všichni mořští živočichové dohromady a produkce fytoplanktonu zásadně ovlivňuje klimatické podmínky planety – například výrazně zasahuje do koloběhu uhlíku, protože dokáže vázat atmosférický CO2 a deportovat ho na mořské dno.
Pro Emiliania huxleyi je typické tvoření charakteristických vápenitých destiček – kokolitů. Kokolity měří cca 2,5 × 10−6 m v průměru a jejich průměrná hmotnost je 1,8 × 10−12 g.

## Popis buňky
Emiliania huxleyi je tvořena jedinou buňkou, která obsahuje řadu vnitřních organel. Nejvýraznějším rysem buňky je povrch krytý kokolity. Ty vznikají uvnitř buňky pomocí vysoce organizovaného procesu – kokolitogeneze. Růst probíhá pouze zvětšováním krystalů v protokokolitovém prstenci. Žádné další nevznikají. Každá z vyvíjejících se krystalových struktur se rozrůstá všemi růstovými směry, čímž vytváří velmi složitou konečnou podobu.
Kokolity samy nejsou živé, jde o minerální struktury, podobně jako u lidských kostí nebo nehtů, nebo lastur ústřic a dalších měkkýšů. Kokolity jsou jedny z nejpozoruhodnějších druhů biominerálů. Vzhledem k velmi přesné kontrole nad každým aspektem anorganického růstu minerálů mají velmi charakteristický tvar podobný planetárním prstencům, kolárkům či navijáku na kabel tvořený centrální rourkou, která na obou koncích přechází ve dva vypouklé štítky. Zakřivení štítků odpovídá zakřivení buněčné stěny, takže lze snadno poznat, která část kokolitu je svrchní a která spodní. Na povrchu kokosféry se štítky jednotlivých kokolitů překrývají a zapadají do sebe, čímž vytvářejí pevnou stavbu. Jedním z následků tohoto složitého tvaru krystalů je jejich vzájemné zapadání, což je způsobeno nerovnostmi vnějších a vnitřních povrchů trubice. Toto zapadání dává struktuře značnou pevnost.
Nedá se přesně říct, kolik kokolitů bude buňka mít. Obvykle mívá jednovrstevný obal, obsahující kolem deseti kokolitů, existují však i buňky s mnohovrstevným obalem obsahujícím stovky kokolitů. Běžně lze také vidět buňky Emiliania huxleyi, které mají naopak neúplný obal nebo jsou úplně bez kokolitů. V buňce Emiliania huxleyi se vyvíjí vždy jen jeden kokolit. Když je plně vyvinut, přemístí se kokolitová dutinka směrem k okraji buňky, spojí se s buněčnou stěnou a vnější část membrány se vstřebá, čímž je kokolit vytlačen ven z buňky.

## Výskyt
Emiliania huxleyi je velice rozšířený druh, vyskytuje se ve všech oceánech vyjma polárních oblastí. V příznivých podmínkách dokáže vytvořit plochy až 100 000 km² velké (zhruba velikost Anglie). Tyto plochy se snadno poznají podle nápadné změny barvy vody (obrovské světle tyrkysové skvrny označované pojmem „white water“ = bílá voda). V této „bílé vodě“ převažují Emiliania huxleyi nad všemi ostatními druhy fytoplanktonu (bývá jich tam 80–90 %) a ve vodě je rovněž velké množství samostatných kokolitů. Předpokládá se, že se jedná o kokolity, které se uvolnily po rozpadu odumřelých buněk Emiliania huxleyi, nebo že některé buňky vyprodukovaly takové množství kokolitů, že už je nebyly schopny udržet všechny na svém povrchu, anebo že se mohly uvolnit při nepohlavním dělení buněk Emiliania huxleyi, kdy se po rozdělení samotné buňky musela kokosféra rozlomit, aby se jeden z nově vzniklých jedinců dostal ven.

## Význam
Emiliania huxleyi je jediný druh, který uvolňuje do vody tolik volných kokolitů a právě kokolity způsobují to bílé zbarvení vody. Kokolity pod hladinou fungují jako miniaturní zrcadla, která odráží značné množství slunečního světla. Odrazivost je taková, že jsou ji schopny zaznamenat satelity ve vesmíru a díky tomu výskyt Emiliania huxleyi monitorovat.
To však není hlavní význam této odrazivosti. Ve skutečnosti má tato vlastnost kokolitů nedozírný globální význam. Oblasti s kokolity způsobují, že se více světla a tepla odrazí zpět do vesmíru, takže nedochází k tak masivnímu ohřívání oceánů. Obrovská produkce kokolitů z vápníku a uhlíku a jejich následné usazování na mořské dno zásadním způsobem zasahuje do koloběhu uhlíku, snižuje obsah CO2 v atmosféře a tudíž omezuje vznik skleníkového efektu. Množství Emiliania huxleyi má tedy zásadní vliv na klima planety Země.
Usazené kokolity na dně oceánu tvoří postupně ložiska křídy a vápencové skály (např. útesy u Doveru jsou z velké části složeny právě z kokolitů). Emiliania je výkonným producentem páchnoucího plynu dimetylsulfidu. Vytvořený plyn stoupá vysoko do atmosféry a zde se oxiduje na kyselinu sírovou. Drobné kapičky kyseliny se vznášejí vzduchem a jsou ideálními nukleačními jádry pro kondenzaci vodní páry. Emiliania patří k druhům řas, které jsou zodpovědné za tvorbu mraků nad oceány. Ty pak odrážejí velkou část slunečního záření a mohou mít ochlazující vliv na podnebí. Někteří vědci se domnívají, že způsobují vznik slabě kyselých dešťů a bouřky.

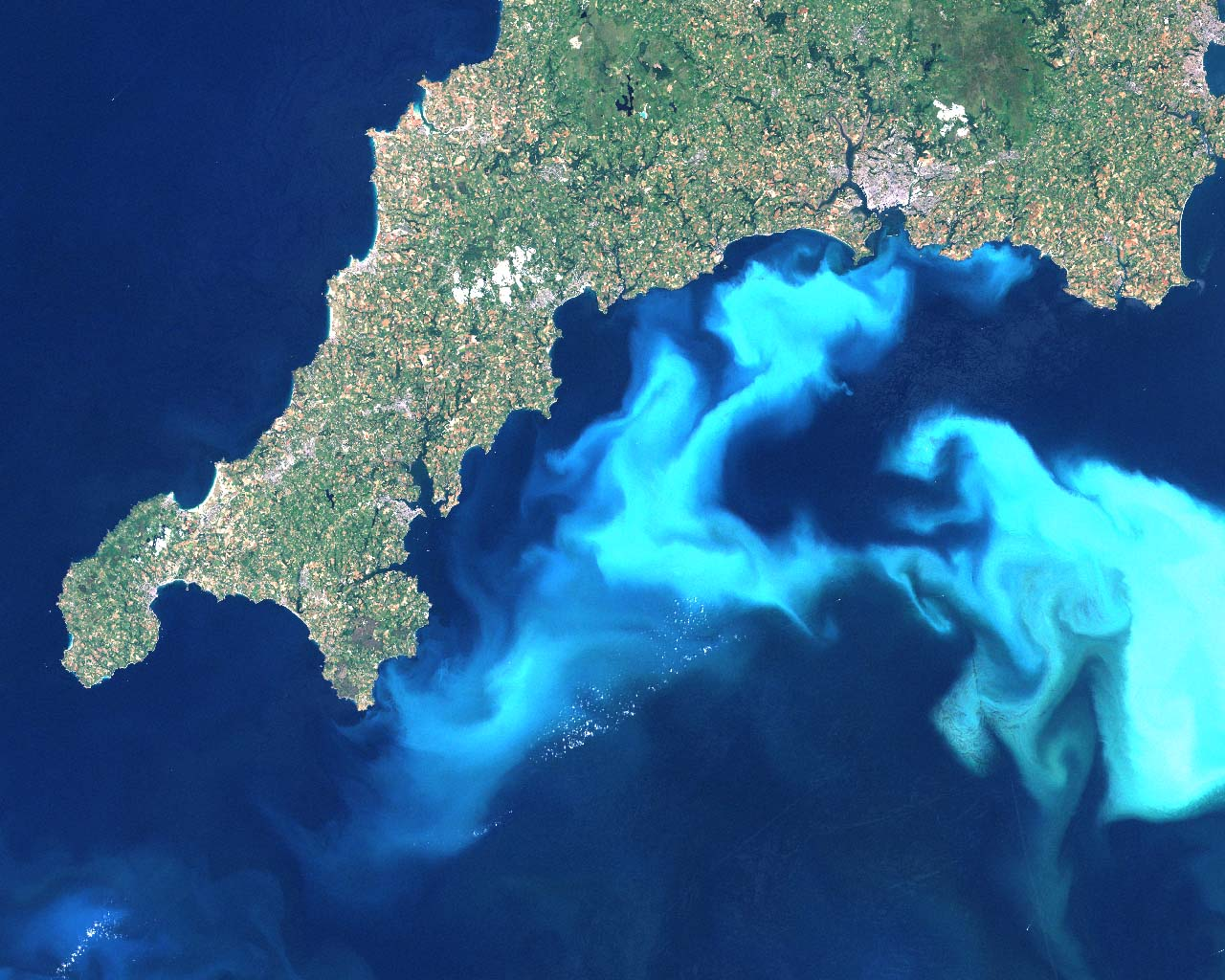
E. huxleyi v Lamanšském průlivu (Landsat, 1999).
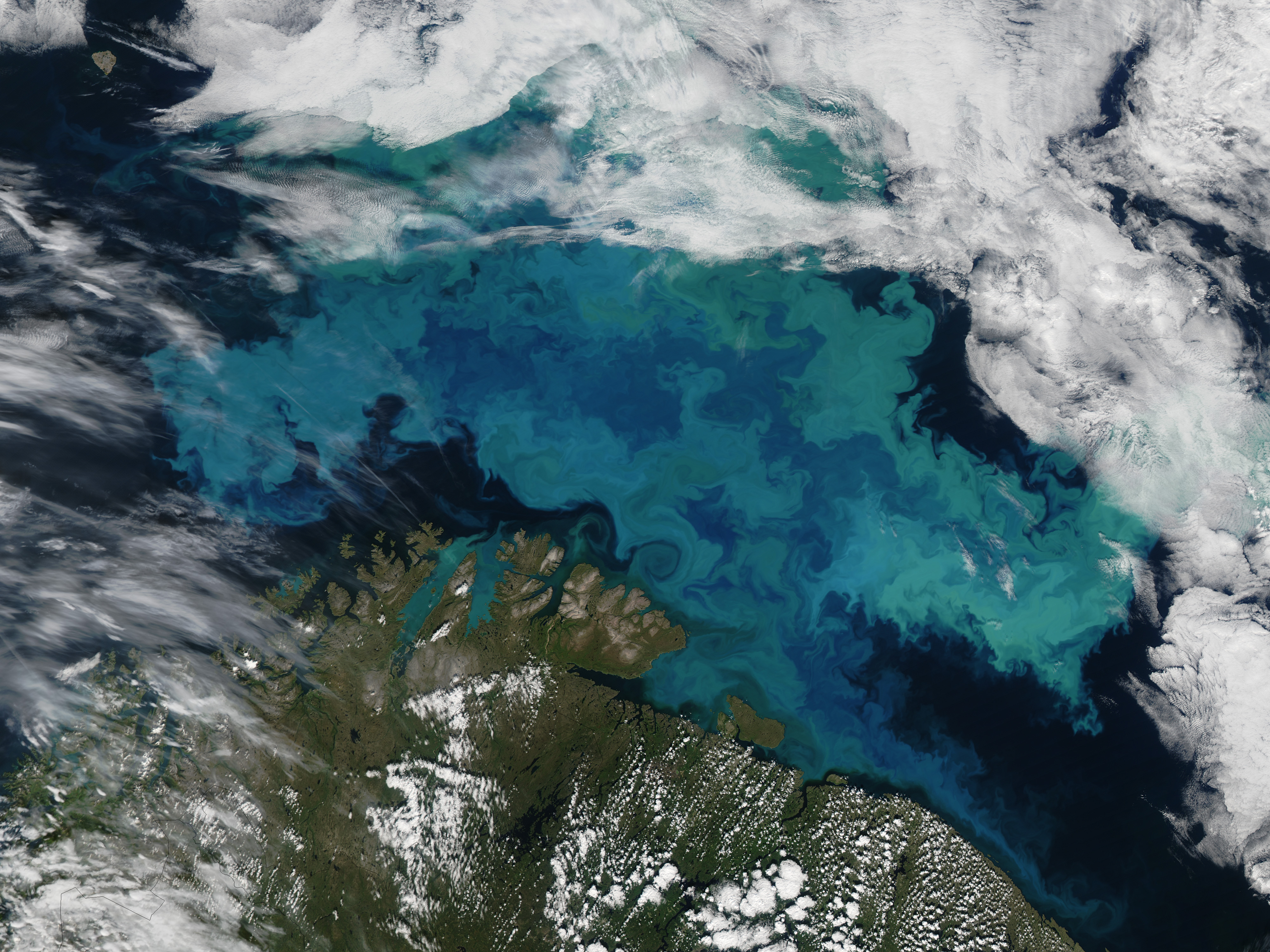
E. huxleyi v Barentsově moři.